# Woodlawn Beach
Woodlawn Beach – jednostka osadnicza w Stanach Zjednoczonych, w stanie Floryda, w hrabstwie Santa Rosa.